# West Japan Railway Company

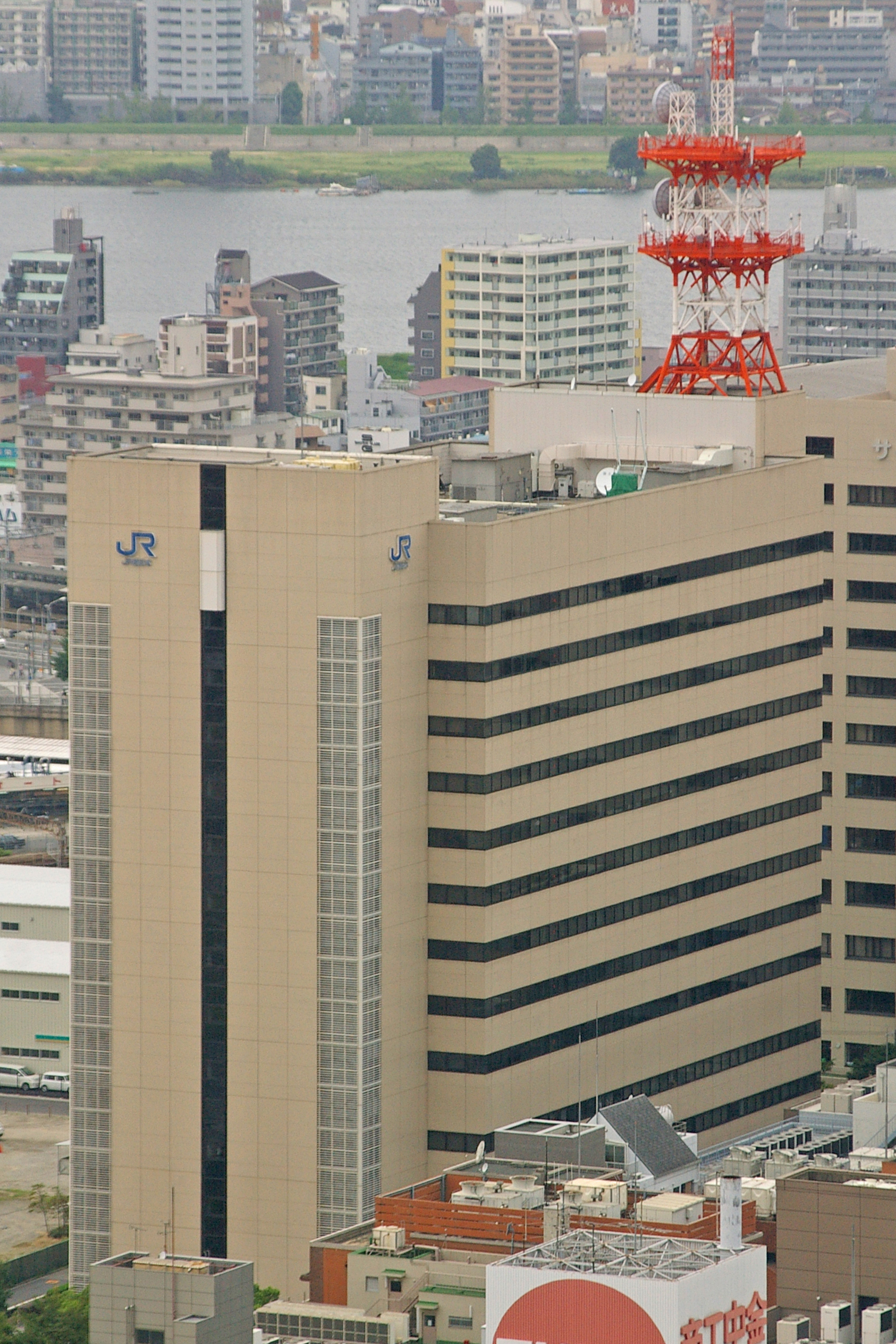
Gebäude der Zentrale der JR West im Kita-ku, Osaka, Präfektur Osaka, Japan

Die Nishi-Nihon ryokaku tetsudō K.K. (jap. 西日本旅客鉄道株式会社, dt. etwa „westjapanische Passagiereisenbahn Aktiengesellschaft“; engl. West Japan Railway Company; kurz: JR西日本, JR Nishi-Nihon, engl. JR West) gelistet im Nikkei 225, ist eine der sieben Nachfolger der 1987 privatisierten Japanischen Staatsbahn (engl. Japanese National Railways), die zusammen als JR [Group] (jeiāru [gurūpu], engl. Japan Railways) bezeichnet werden.
Größter Aktionär der Gesellschaft ist mit 3,98 Prozent ist die The Master Trust Bank of Japan.

## Geschichte

JR Wests Bereich in Dunkelblau

JR West wurde am 1. April 1987 gegründet, nachdem die staatliche Eisenbahngesellschaft Japans, die Kokutetsu (国鉄), unter Ministerpräsident Nakasone Yasuhiro privatisiert und aufgespalten wurde.
2005 kam es auf der Fukuchiyama-Linie zum Eisenbahnunfall von Amagasaki, als dort ein Vorortzug entgleiste. Bei dem Unfall starben 107 Menschen, darunter auch der Triebfahrzeugführer.

## Linien
Hauptsächlich wird die Kansai- und die Chūgoku-Region versorgt, außerdem noch ein paar Randgebiete der Präfekturen Niigata, Nagano, Shiga, Mie, Wakayama, Okayama, Yamaguchi und Fukuoka.
- Sanyō-Shinkansen (山陽新幹線): Shin-Osaka – Hakata
- Hokuriku-Hauptlinie (北陸本線)
- Kansai-Hauptlinie (関西本線): Kameyama – Namba
- Kisei-Hauptlinie (紀勢本線)
- Sanin-Hauptlinie (山陰本線)
- Sanyō-Hauptlinie (山陽本線): Kōbe – Shimonoseki
- Takayama-Hauptlinie (高山本線)
- Tōkaidō-Hauptlinie (東海道本線): Maibara – Kōbe
- Akō-Linie (赤穂線)
- Bantan-Linie (播但線)
- Etsumi-hoku-Linie (越美北線)
- Fukuchiyama-Linie (福知山線)
- Fukuen-Line (福塩線)
- Geibi-Linie (芸備線)
- Hakata-Minami-Linie (博多南線)
- Hakubi-Linie (伯備線)
- Hanwa-Linie (阪和線)
- Himi-Linie (氷見線)
- Honshibisan-Linie (本四備讃線)
- Inbi-Linie (因美線)
- Iwatoku-Linie (岩徳線)
- Johana-Linie (城端線)
- Kabe-Linie (可部線)
- Kakogawa-Linie (加古川線)
- Kansai-Kukō-Linie (関西空港線)
- Katamachi-Linie (片町線)
- Kibi-Linie (吉備線)
- Kishin-Linie (姫新線)
- Kisuki-Linie (木次線)
- Koseki-Linie (湖西線)
- Kure-Linie (呉線)
- Kusatsu-Linie (草津線)
- Maizuru-Linie (舞鶴線)
- Manyo Mahoroba Linie (zuvor Sakurai-Linie) (桜井線)
- Mine-Linie (美祢線)
- Nanao-Linie (七尾線)
- Nara-Linie (奈良線)
- Obama-Linie (小浜線)
- Ōito-Linie (大糸線)
- Onoda-Linie (小野田線)
- Osaka-Kanjō-Linie (大阪環状線)
- Sakai-Linie (境線)
- Manyo Mahoroba Linie (Sakurai-Linie) (桜井線)
- Sakurajima-Linie (桜島線)
- Sankō-Linie (三江線)
- Tōzai-Linie (東西線)
- Tsuyama-Linie (津山線)
- Ube-Linie (宇部線)
- Uno-Linie (宇野線)
- Wakayama-Linie (和歌山線)
- Yamaguchi-Linie (山口線)

## Film
- Susanne Mayer-Hagmann: Mit dem Zug in … Japans Westen. Deutschland, SWR/Hagen von Ortloff, 2009, 43 Min.